# Doppelturmfassade

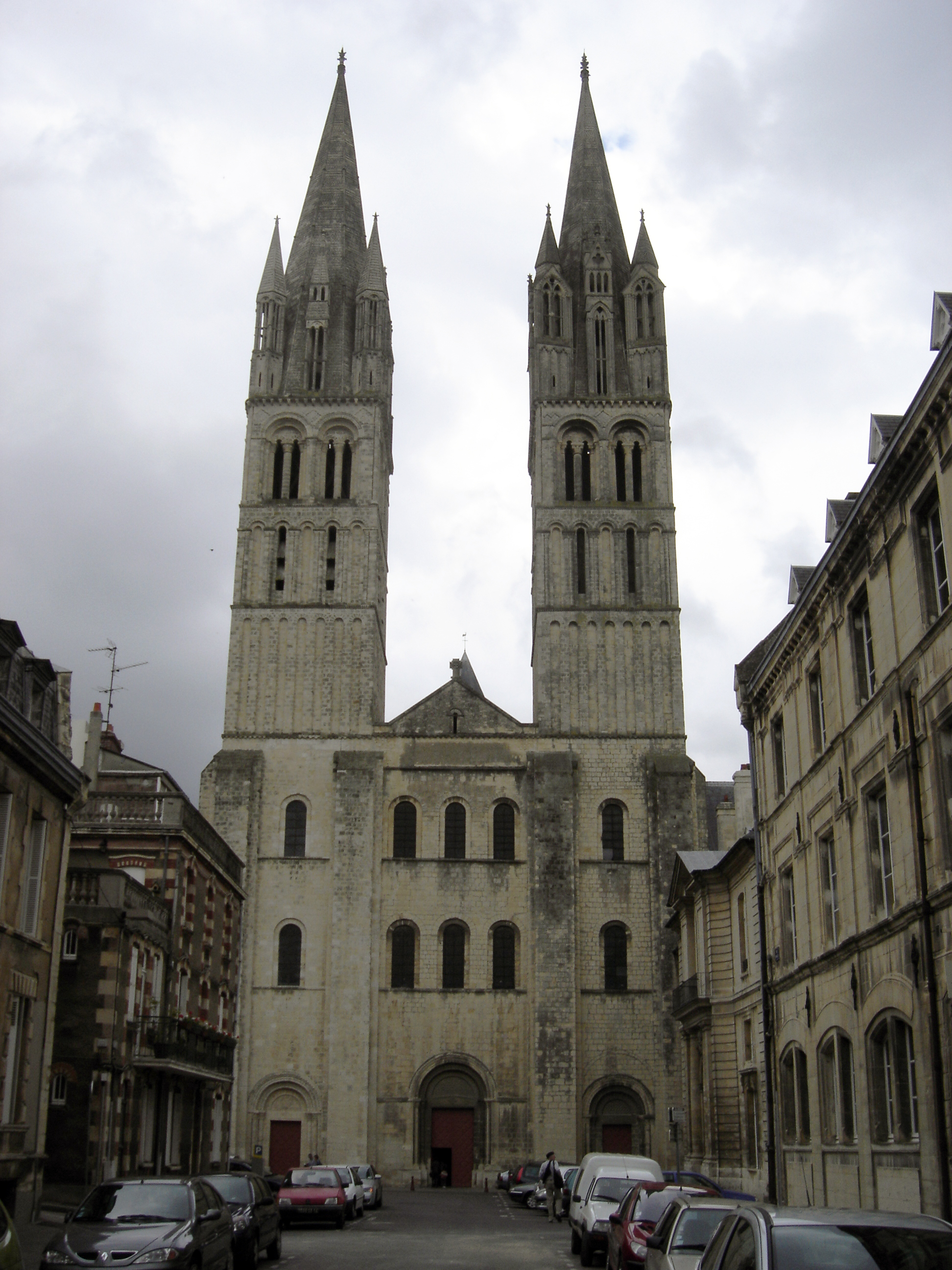
St-Étienne de Caen, 1077 eingeweiht

Doppelturmfassade, auch Zweiturmfassade, bezeichnet ein prägendes Gestaltungsmotiv großer Kirchengebäude, deren Hauptportal, das sich üblicherweise an der westlichen Schmalseite befindet, von den Giebel überragenden Ecktürmen flankiert wird. Die Doppelturmfassade entstand in der romanischen Baukunst Westeuropas ab dem 11. Jahrhundert aus dem Typus des Westbaus an Basiliken. In der Gotik gehörte die Doppelturmfassade zur charakteristischen Ansicht vor allem der französischen Kathedralen. Ihre Vorläufer finden sich möglicherweise im frühchristlichen syrischen Kirchenbau. Nach der architektonischen Anbindung an das Kirchenschiff werden Westwerke mit Doppeltürmen als eigenständige Baukörper von Doppelturmfassaden unterschieden, deren Türme mit dem Kirchenschiff eine „harmonische“ Einheit bilden (französisch façade harmonique). Als älteste dieser stilistisch definierten Doppelturmfassaden gilt die Westfront der Klosterkirche St-Étienne de Caen.

## Form und Funktion

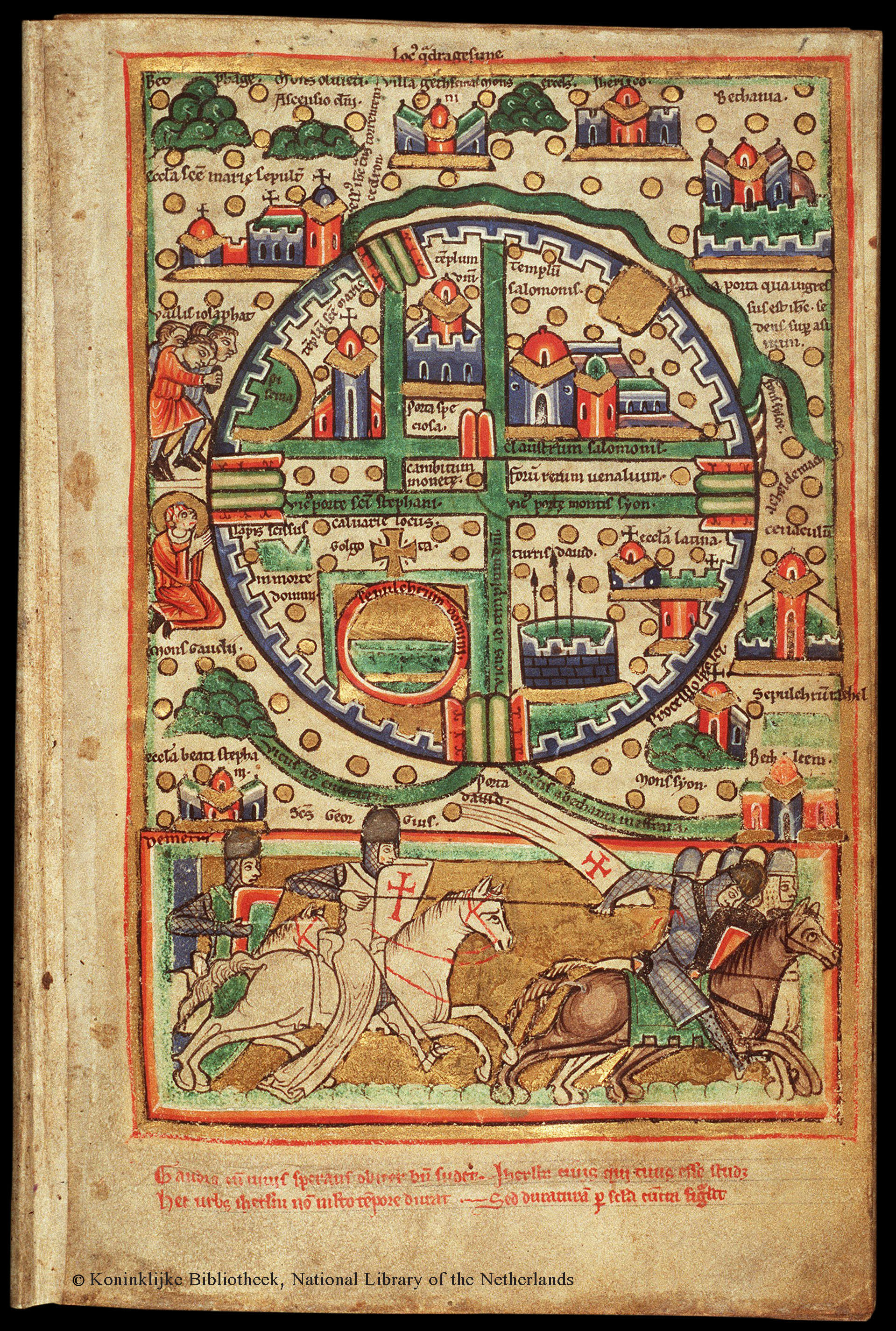
Idealisierter Stadtplan von Jerusalem nach antikem Muster mit Stadtmauer und Hauptstraßenkreuz. 12. Jahrhundert, Zeit der Kreuzzüge.

Gegen Anfang des 5. Jahrhunderts erhielt die Bauform der spätrömischen christlichen Basilika eine religiös-symbolische Bedeutung. Das gesamte Gebäude wurde als Modell einer antiken Stadt gedeutet, deren Strukturelemente sich in den einzelnen Bauteilen des Kirchengebäudes wiederfinden sollten. Hierbei entspricht das Portal in der Westfassade dem Tor der ummauerten römischen Stadt, das Langhaus dem von Arkadenhallen gesäumten Cardo im Zentrum der Stadt und das Querhaus dem rechtwinklig zum Cardo verlaufenden Decumanus. Der Triumphbogen vor der Apsis wird zur Miniatur des spätantiken, die Prachtstraße überspannenden Triumphbogens und der Altarraum ist wie der Thronsaal des Kaisers gestaltet. Die Stützen des Kirchenschiffs verkörpern die Apostel, die mit dem Dach des Gebäudes den Gottesstaat tragen. Die Kirche als Symbol der Stadt hatte dennoch in frühchristlicher Zeit nicht die Schutzfunktion einer ummauerten Stadt auszuüben, da sie gewöhnlich in deren Zentrum lag. Wie das von zwei Türmen flankierte Tor die Kirche symbolisch zur Stadt werden lässt, taucht dieses Motiv auf römischen Münzen auf, wo es allgemein für das römische Reich und im Besonderen für Rom steht. In der Offenbarung des Johannes erscheint am Ende aller Tage ein Himmlisches Jerusalem. Vorgestellt und bildhaft umgesetzt wird diese Vision nach dem Plan einer realen römischen Stadt. Das kreisrunde Idealbild der himmlischen Stadt findet seine mikrokosmische Entsprechung im Radleuchter, der in mittelalterlichen Kirchen von der Decke hing. Der Radleuchter der Stiftskirche von Comburg mit einem Durchmesser von fünf Metern ließ von weitem die zwölf Tore des himmlischen Jerusalem erkennen und war, bestückt mit 48 Kerzen, in der romanischen Kirche vermutlich die einzige Lichtquelle. Indem das Gesamtkunstwerk Kirchengebäude als ein Abbild des ewigen Jerusalem gedacht wird, nimmt es einen enthobenen überzeitlichen Seinszustand an und geht über den Zweck eines Versammlungsraums für die Gemeinschaft der Gläubigen hinaus.
Seit dem 6. Jahrhundert prägen im Abendland Türme das Erscheinungsbild der Kirchengebäude, sodass im frühen Mittelalter Kirchtürme allmählich eine ähnliche Bedeutung erlangten wie die Kuppeldächer über den Zentralbauten der byzantinischen Kirchen. Zwei Kirchtürme überragen entweder den Ostteil der Kirchen, wo sie die Stellung der Kuppel über der frühchristlichen Kuppelbasilika einnehmen, oder sie flankieren wie bei einem Stadttor das Portal der Westseite. So entstand eine symbolische Himmelsburg, die einen Schutz vor den vom heidnischen Westen eindringenden bösen Mächte bildete. Für die romanischen Kirchen des 11. und 12. Jahrhunderts ist der Beiname „Himmelsburg“ vielfach literarisch belegt. Dies bedeutet nicht, dass die irdischen Westbauten tatsächlich zu Verteidigungszwecken gedacht waren; ob sie symbolisch zur Abwehr von Dämonen dienen sollten, wie die gelegentlich festgestellte Widmung an den Erzengel Michael suggeriert, wurde zwar vielfach angenommen, ist aber ebenfalls nicht eindeutig nachweisbar.
Ab der zweiten Hälfte des 11. Jahrhunderts kommen Doppelturmfassaden schwerpunktmäßig in der Normandie und in der Oberrheinregion vor. Als älteste erhaltene Kirchengebäude der Romanik, bei denen die Doppeltürme in typischer Weise in die Westfassade und in das Gesamtgebäude integriert sind, gelten die ehemalige Benediktiner-Klosterkirche St-Étienne de Caen und das benachbarte Frauenkloster Ste-Trinité in der nordfranzösischen Stadt Caen, mit deren Bau in den 1060er Jahren begonnen wurde. Bei St-Étienne begrenzen die Türme bereits eine gerade Westfassade und ragen auch nicht über die Seitenwände hinaus, während die Türme der Ste-Trinité separate, nach Westen und aus den Seiten hervortretende Baukörper bilden. Die wenige Jahre zuvor, ab 1050, an die Klosterkirche St. Mexme in Chinon angefügte Westfassade besitzt noch weitgehend eigenständige, weit über die Nord- und Südseite hinausragende Türme. Nach dem Vorbild von St-Étienne, deren Westfassade als die älteste „harmonische“ Doppelturmfassade (façade harmonique) bezeichnet wird, entstanden in der Normandie die charakteristischen romanischen und ab der zweiten Hälfte des 12. Jahrhunderts die ersten gotischen Doppelturmfassaden in Nordfrankreich. Diese Feststellung geht auf Marcel Anfray (1939) zurück und ist bis heute weitgehend akzeptiert.
Eine façade harmonique wird durch eine vertikal durchlaufende dreigeteilte Fassadengliederung charakterisiert, die den Bereich der seitlichen Türme von der Giebelseite des Kirchenschiffs in der Mitte trennt. Damit unterscheidet sie sich vom Westbau und der besonderen Form des Sächsischen Westriegels, einem geschlossenen Querbau mit erkennbar abgetrennten Glockenturmaufsätzen (oder einem aufgesetzten Mittelhaus). Eine solche Doppelturmfassade wurde in der Gotik zum architektonischen Standard. St-Étienne de Caen war als direktes Vorbild jedoch weniger geeignet, weil die Türme sich nicht schlank und gerade direkt vom Boden erheben, sondern erst oberhalb einer blockigen Unterkonstruktion beginnen, die eine horizontale Dreiteilung des Turms in Unterbau, Schaft und Dachspitze erzeugt.
Über die Anlage und Funktion der Räume hinter der Westfassade ist mit der Beschreibung der Fassade nichts ausgesagt. Es kann sich um ein Westwerk mit Emporen für den Herrscher oder um eine Verlängerung des basilikalen Kirchenschiffs handeln. Letzteres ist bei St-Étienne de Caen der Fall, die ohne Empore im Westen auskommt und in dieser Hinsicht der gotischen Kathedrale von Reims aus der zweiten Hälfte des 13. Jahrhunderts vorausgeht, die weder seitliche Galerien noch eine Empore im Westen besitzt. In Reims sind innen die Türme über dem hinteren Ende der Seitenschiffe nur dadurch zu erahnen, dass die beiden westlichen Pfeiler des Mittelschiffs mächtiger sind und der Arkadenabstand zur Westwand etwas größer ist.

## Entwicklung seit der Romanik

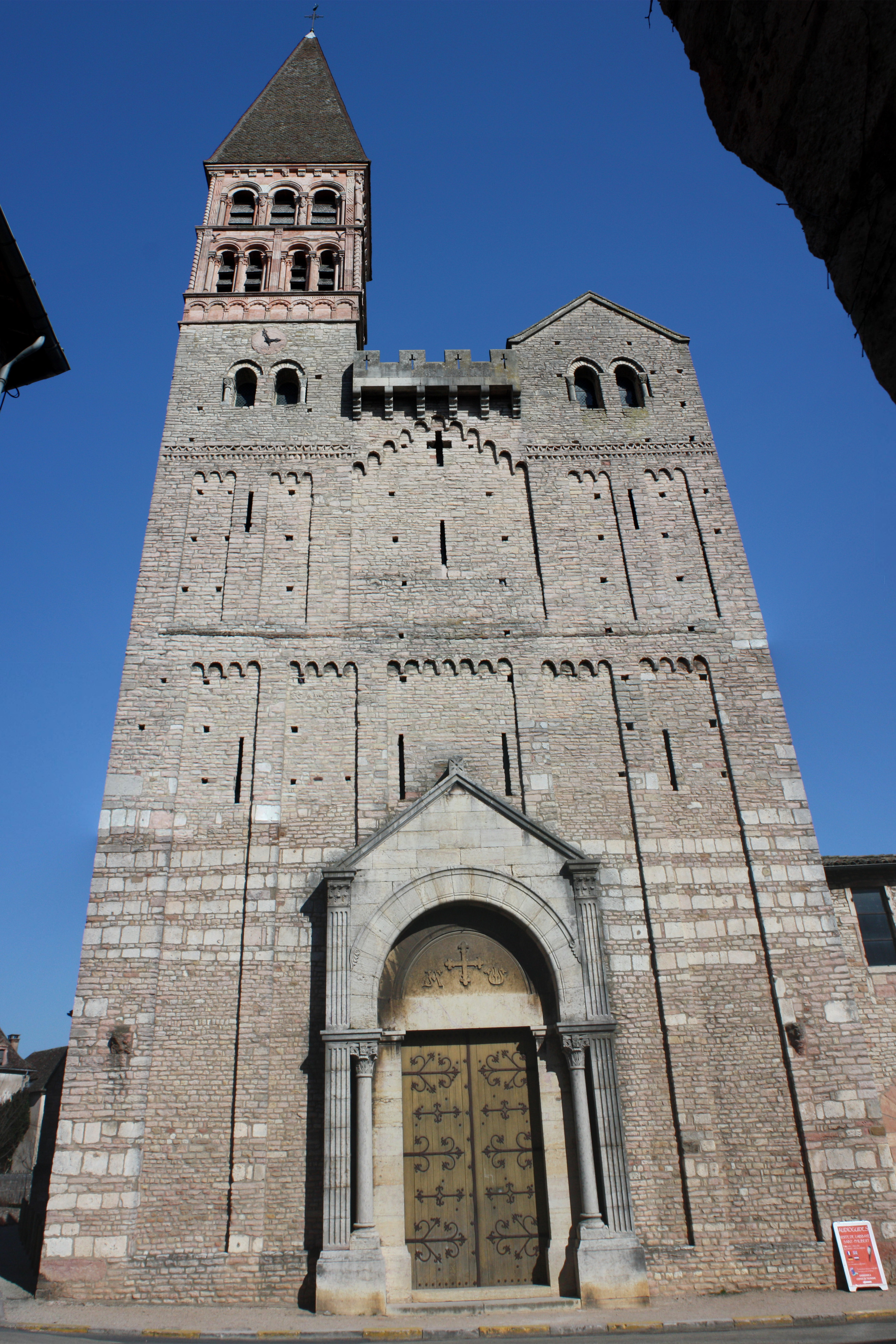
Abteikirche St-Philibert in Tournus, 1019 eingeweiht.

Auf dem Weg zur harmonischen Doppelturmfassade liegt ein zwischen 1015 und 1028 errichteter Vorgängerbau des heutigen Straßburger Münsters, der dieselbe Größe wie die spätere Kathedrale besaß, zeitlich vor St-Étienne de Caen. Während sich Ernst Gall 1932 für eine Doppelturmfassade dieser Bauphase des Straßburger Münsters aussprach, wollte Hans Reinhardt ebenfalls 1932 einen einzelnen zentralen Turm über dem Portal rekonstruieren, welcher der Thomaskirche von Straßburg entsprochen haben sollte. Reinhardt beruft sich für seine Ansicht besonders auf eine Straßburger Münze von 1249, die eine Kirchenfassade mit einem Turm zeigt. Sie bildet jedoch laut Herwin Schaefer kaum das Münster ab und stellt die ältere Rekonstruktionstheorie dieses Gebäudes mit Doppelturmfassade nicht in Frage. Eine weitere Kathedrale mit Doppelturmfassade, von der heute nur der untere Teil des Nordturms erhalten ist, war der zweite Bau des Basler Münsters (Heinrichsmünster), der 1019 eingeweiht wurde. Nach einem Brand 1185 entstand über der Ruine ein spätromanischer Neubau. Vom erhaltenen Nordturm (Georgsturm) lässt sich mit großer Wahrscheinlichkeit auf die Existenz einer Doppelturmfassade schließen. 1019 eingeweiht wurde auch die Abteikirche St-Philibert in Tournus, deren strenger Westbau mit zwei Türmen einen für die frühromanische Zeit typischen wehrhaften Charakter besitzt.
Eine weitere Doppelturmfassade aus der ersten Hälfte des 11. Jahrhunderts könnte die Ruine des Klosters Limburg im Pfälzerwald besessen haben. Die dortige Basilika wurde von 1025 bis 1042 errichtet, 1376 beschädigt und schließlich bei einem Brand 1504 zerstört. Die damals verbliebenen Mauerreste stehen in teilrestauriertem Zustand aufrecht. Der Grundplan weist in einem etwas kleineren Maßstab besonders im Westen Übereinstimmungen in der Form mit dem Straßburger Münster auf, sodass Herwin Schaefer sich dem Ergebnis des Architekten Wilhelm Manchot in dessen Monografie Kloster Limburg an Der Haardt (1892) anschließt und eine Doppelturmfassade für möglich hält. Der andere mögliche Rekonstruktionsversuch ist ein Westquerbau mit breitem Mittelturm. Dagegen besaß der um dieselbe Zeit (1030–1066) erbaute Speyerer Dom zweifellos einen solchen Mittelturm. Dessen heute sichtbare Westfassade entspricht weitgehend in der Form dem ursprünglichen Bau.

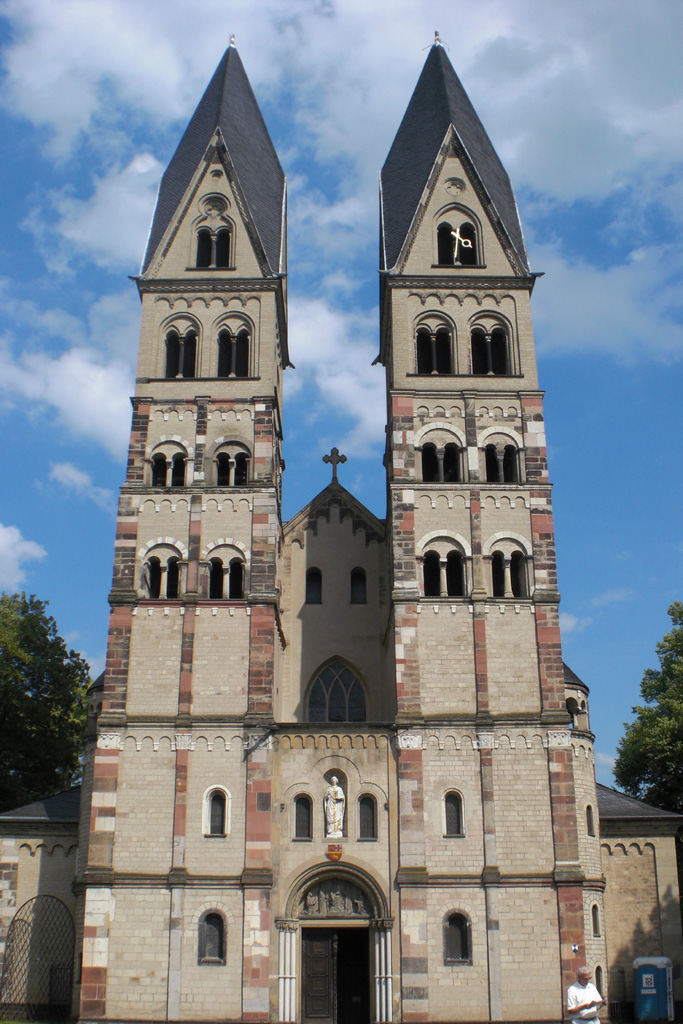
Basilika St. Kastor in Koblenz. Doppelturmfassade um 1100 erbaut.

Am heutigen barocken Erscheinungsbild des Klosters Einsiedeln, das aus dem 17. und 18. Jahrhundert stammt, ist die frühere romanische Doppelturmfassade nicht mehr erkennbar. Die romanische Basilika wurde zwischen 1031 und 1039 errichtet. Dies geht aus einem Plan und aus Zeichnungen von 1633 hervor, die offensichtlich die bis dahin unverändert erhaltene romanische Architektur zeigen. Die Ruine der Stiftskirche der Abtei Hersfeld besitzt noch den vollständigen südlichen Turm der Westfassade. Mit dem romanischen Neubau wurde 1038 nach einem Brand begonnen, 1071 wurde das Kirchenschiff für Gottesdienste genutzt. Die ursprüngliche Gestalt der Doppelturmfassade im Westen veränderte sich durch einen Umbau im 12. Jahrhundert und ist nicht mehr eindeutig zu rekonstruieren. Bei Ausgrabungen kamen wenige Meter entfernt die Fundamente des karolingischen Vorgängerbaus von 831 bis 850 zum Vorschein, der bereits zwei Türme an der Westseite besessen haben muss.
Der erste Bau der Basilika St. Kastor in Koblenz wurde 817 bis 836 als karolingische Saalkirche errichtet. Die um 1100 hinzugekommenen quadratischen Türme im Westen stehen sehr eng beieinander, die Westfassade ist schmäler als das im 12. Jahrhundert zur Basilika erweiterte Kirchenschiff. Die Westfassade der ebenfalls um 1100 errichteten Florinskirche gilt als Nachahmung der Doppeltürme von St. Kastor, was deren Existenz um diese Zeit bestätigt. Beim Würzburger Dom wird die in der ersten Hälfte des 11. Jahrhunderts begonnene schmale Doppelturmfassade auf vergleichbare Weise von einem späteren Kirchenschiff in der Breite überragt.
Zu den Doppelturmfassaden der zweiten Hälfte des 11. Jahrhunderts am Oberrhein gehört diejenige des Allerheiligenklosters in Schaffhausen, dessen Münster 1064 eingeweiht wurde. Das Aussehen der ursprünglichen Westfassade ist umstritten, weil der gesamte Bau Ende des 11. Jahrhunderts zugunsten eines größeren Neubaus abgerissen wurde. Eine mögliche Rekonstruktion ist nur anhand des Plans und der untersuchten Fundamente möglich. Diskutiert wurden ein Westwerk mit einem breiten Mittelturm oder eine Doppelturmfassade. Die erstgenannte Möglichkeit befürwortete Hans Reinhardt 1935, nachdem er 1926 noch eine Übergangsstufe zwischen Westwerk und Doppelturm ins Gespräch gebracht hatte. Die Mehrheit der Forscher hatte sich zuvor bereits wegen der massiven seitlichen Fundamente im Westen für Doppeltürme ausgesprochen.
Vom Baubeginn 1054 bis zur Einweihung 1089 entstand der romanische Neubau (Rumoldbau) des Konstanzer Münsters zunächst ohne Türme. Um 1100 begann man, im Westen zwei Türme seitlich der Eingangshalle zu errichten. Nur der Nordturm stammt aus romanischer Zeit, der Südturm wurde nach zweimaligem Einsturz erst 1378 vollendet.

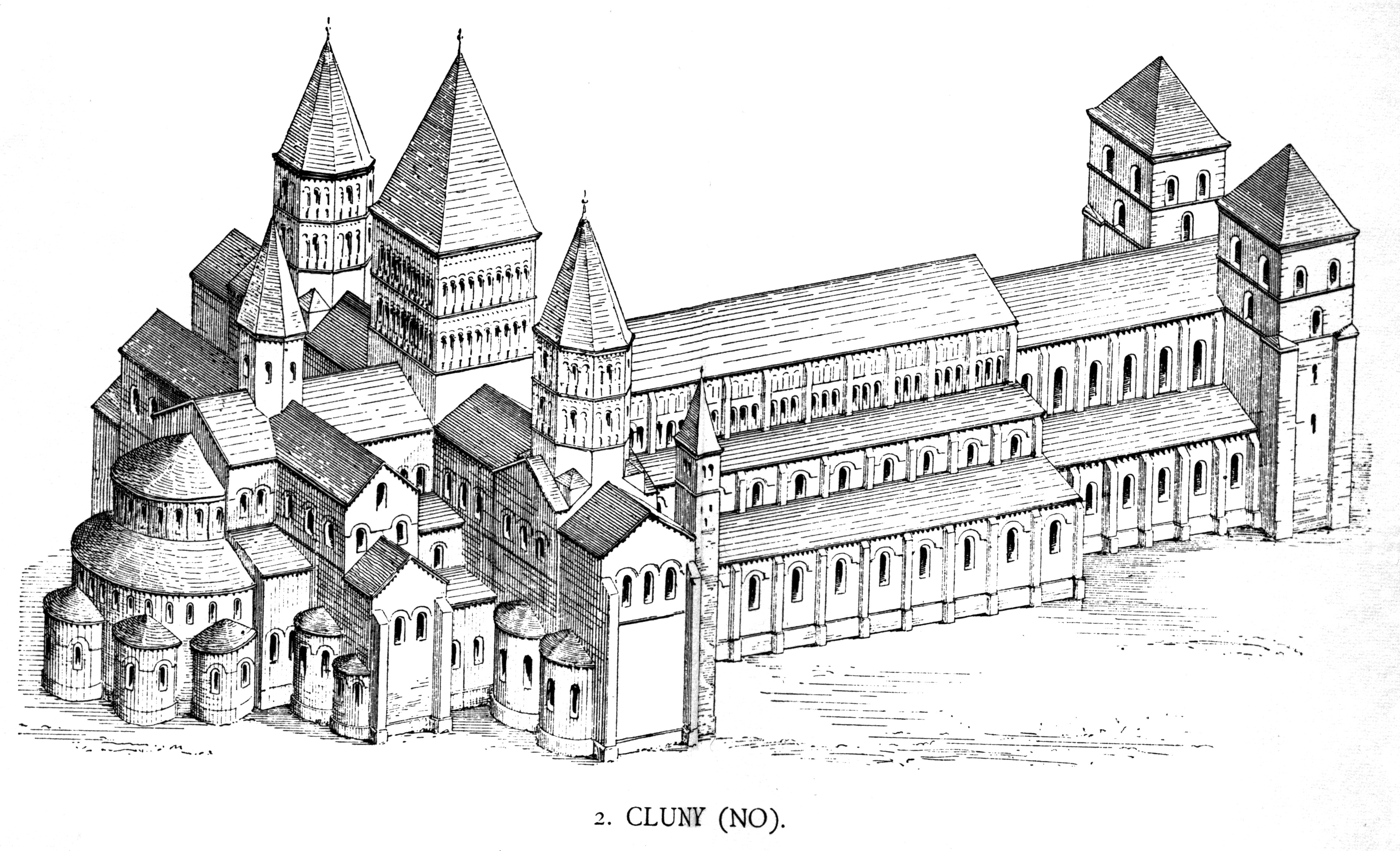
Cluny III von Nordosten

Im Kloster Hirsau im Nordschwarzwald wurde der romanische Bau St. Aurelius II. in den Jahren 1059 bis 1071 mit zwei massivem Türmen an seiner Westseite errichtet. Hans Reinhardt wollte auch diese Türme nicht erkennen, obwohl die Westseite bis zur Höhe der Arkadenbögen und einschließlich der Turmstümpfe erhalten geblieben ist. Ab 1082 wurde das Kirchengebäude in der zu klein gewordenen Klosteranlage durch den Neubau eines Klosters auf der gegenüberliegenden Seite der Nagold mit der neuen Basilika St. Peter und Paul ersetzt. Nach ihrer Einweihung 1091 besaß St. Peter und Paul einen offenen Hof vor dem Kirchenschiff und davor standen im Westen zwei quadratische Türme. Bis 1120 war eine Zweiturmfassade errichtet, die jedoch unvollendet blieb. Später wurden diese durch einen Vorbau mit dem Kirchenschiff verbunden. Von St. Peter und Paul steht heute lediglich der Nordturm (Eulenturm) aufrecht, die Lage des Südturms ist an den unteren Steinreihen erkennbar. Das Modell für diese in Deutschland erstmals verwirklichte Architektur stellte die Abteikirche von Cluny in der unter Abt Maiolus vor 963 begonnenen und 981 eingeweihten Bauphase Cluny II dar. Cluny II wurde vom Ende des 11. Jahrhunderts bis Anfang des 12. Jahrhunderts durch den 187 Meter langen Nachfolgebau Cluny III ersetzt, dessen Doppelturmfassade ein Gegengewicht zur breiten Choranlage bildet. Bei der älteren Kirche St. Aurelius waren die Türme entsprechend der klassischen Doppelturmfassade in den Baukörper integriert, unter dem Einfluss von Cluny II wurden eigenständige Turmbauten verwirklicht, was eine in dieser Zeit parallele Konzeption darstellt.
Wenig bekannt ist die ehemalige Benediktinerabtei Sant’Urbano all’Esinante, die in der mittelitalienischen Region Marken in der Nähe der Stadt Jesi auf dem Gebiet des Dorfes Apiro liegt. Der Baubeginn erfolgte um 1070, die Fertigstellung um 1100. Der Altar wurde inschriftlich 1086 eingeweiht. Die Basilika besitzt drei halbkreisförmig über die Ostwand hervortretende Apsiden und einen kompakten, das Kirchenschiff überragenden Westbau, der mit den Längswänden fluchtet. Das Gebäude ist restauriert, die mutmaßlich vorhandenen Türme über dem Westbau fehlen. Eine Doppelturmfassade gilt als wahrscheinlich, weil die Arkaden im Westen durch massive Zwischenwände ausgemauert und dadurch drei quadratische Räume im Westen entstanden sind.

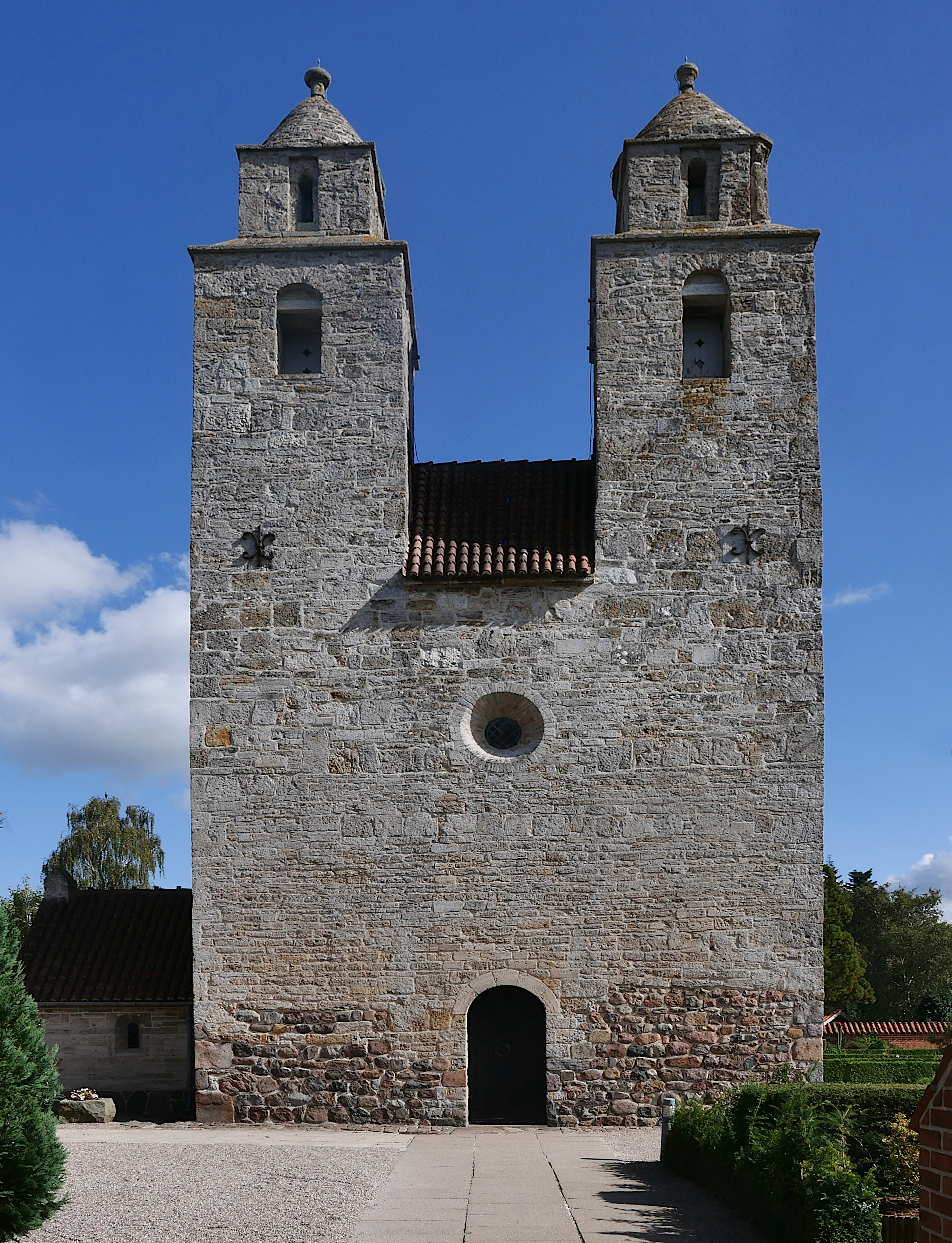
Tveje Merløse Kirke in Dänemark, um 1150

Die älteste erhaltene Doppelturmfassade Nordeuropas besitzt die um 1150 erbaute Tveje Merløse Kirke bei Holbæk in Dänemark.

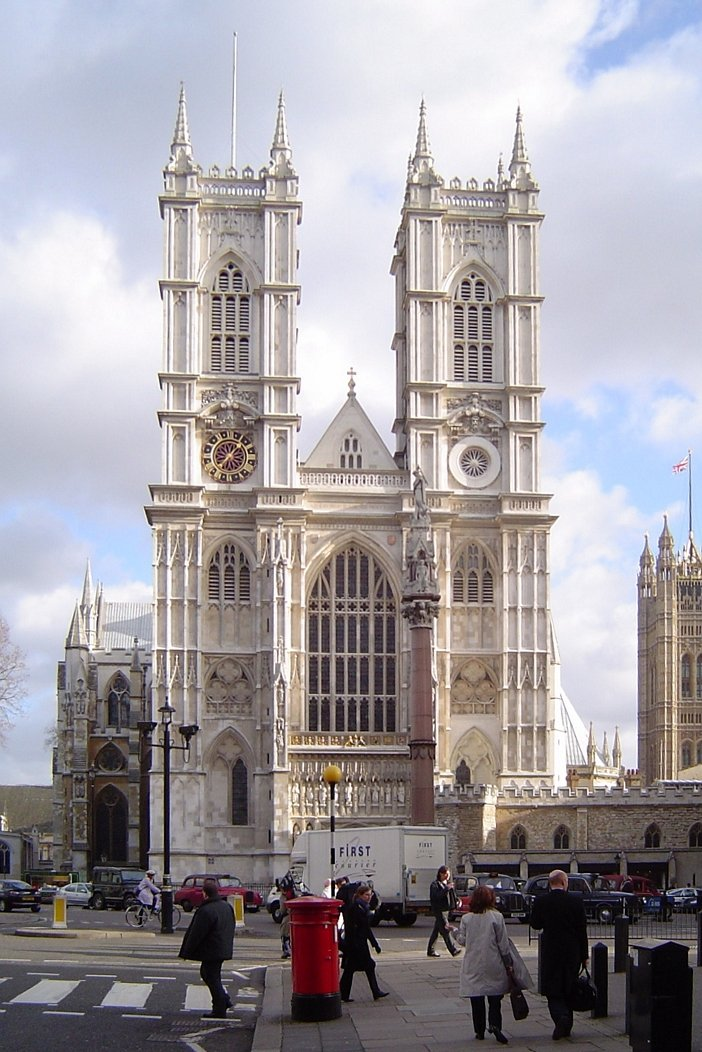
Westminster Abbey in London. Die heutigen Türme wurden 1722–1745 erbaut.

In England ist das älteste erhaltene Kirchengebäude mit Doppelturmfassade die Westminster Abbey, die ab 1045 errichtet wurde und 1065 zumindest im Ostteil soweit fertiggestellt war, dass eine Einweihungsfeier stattfinden konnte. Das gesamte Gebäude dürfte erst in der ersten Hälfte des 12. Jahrhunderts vollendet gewesen sein. Die Westfassade dieser Bauphase war nur noch aus Abbildungen und Bodenuntersuchungen zu erschließen. Demnach ragten die Türme über die Längswände hinaus und ruhten mit den Innenecken auf mächtigen Pfeilern, deren Wandabstand breiter als die übrigen Arkaden war.
1093 wurde mit dem romanischen Bau der Durham Cathedral begonnen. Auch bei ihr ragten die quadratischen Türme über den Grundplan hinaus. Für diese und die in den folgenden Jahrzehnten in England erbauten Kathedralen des Norman Style diente Westminster Abbey, deren Vorbilder wiederum aus der Normandie stammten, als Ausgangspunkt. Beispiele hierfür sind neben Durham der Anfang des 12. Jahrhunderts begonnene Bau des Southwell Minster und Worksop Priory in Worksop (Distrikt Bassetlaw) aus derselben Zeit.
Die romanischen Vorläufer der gotischen Kathedrale von Canterbury und der Abtei St. Augustinus in Canterbury sind nahezu vollständig verschwunden. Nach einem Brand 1067, bei dem die angelsächsische Kirche zerstört wurde, begann 1070 unter Bischof Lanfrank der Wiederaufbau der Canterbury Cathedral, der Ende der 1070er Jahre weitgehend abgeschlossen war. Zahlreiche Erweiterungen und Umbauten folgten in den nächsten Jahrhunderten. Aus der romanischen Bauphase blieb lediglich der Nordturm bis zum Jahr 1832 erhalten, als er in der Form des Südturms erneuert wurde. Vor seiner Zerstörung fertigte der Architekt J. C. Buckler genaue Pläne und Ansichtszeichnungen an, wodurch sich die romanische Westfassade rekonstruieren lässt. Der Turm war durch Eckpilaster in ganzer Länge seitlich begrenzt und durch schmale Gesimse in sieben Stockwerke gegliedert. Die beiden oberen Stockwerke sprangen leicht zurück. Die untere Turmhälfte besaß nur im zweiten und vierten Stockwerk ein Rundbogenfenster, darüber folgten zwei Reihen Fensteröffnungen in Doppelarkaden. Das oberste Stockwerk wich mit zwei von Spitzbögen umrahmten Fenstern formal ab. Die Kathedrale und die ebenfalls um 1070 begonnene Abtei St. Augustinus gehören zu den ersten Kirchenbauten nach der normannischen Eroberung Englands 1066. Weil Lanfrank zuvor von 1063 bis zu seiner Ankunft in England Abt im Kloster St-Étienne in Caen gewesen war, wurde über die engen Verbindungen und ungefähr parallelen Bauzeiten beider Kirchen spekuliert. In der Fassadengestaltung bestanden jedoch zwischen beiden Kirchen so gut wie keine Gemeinsamkeiten.
Die Kenntnisse über die romanische Doppelturmfassade der Abtei St. Augustinus beruhen ebenfalls auf Darstellungen aus dem 19. Jahrhundert. Bis zu seinem vollständigen Einsturz 1822 stand der Nordturm („Ethelbert-Turm“) als Ruine aufrecht. Skizzen aus der Zeit vor dem Einsturz zeigen einen horizontal in sechs Stockwerke gegliederten Turm, der Stilanalysen zufolge in den 1120er Jahren erbaut worden sein dürfte. Die Bauzeit des Kirchenschiffs dauerte von 1070 bis in die 1090er Jahre. Jedes Stockwerk war – aufwendiger als bei der Kathedrale von Canterbury – mit einem Dreifachfenster in einem großen Rundbogenfeld ausgefüllt. Die Besonderheit dieser Türme bestand in ihrer Angleichung an den Innenraum. Die Innenecken ruhten auf Pfeilern, die mächtiger waren als die Arkadenpfeiler des Mittelschiffs, aber den gleichen Abstand wie jene besaßen. St. Augustinus war vermutlich das erste Kirchengebäude, dessen Türme sich vollständig in den basilikalen Grundplan integrierten.

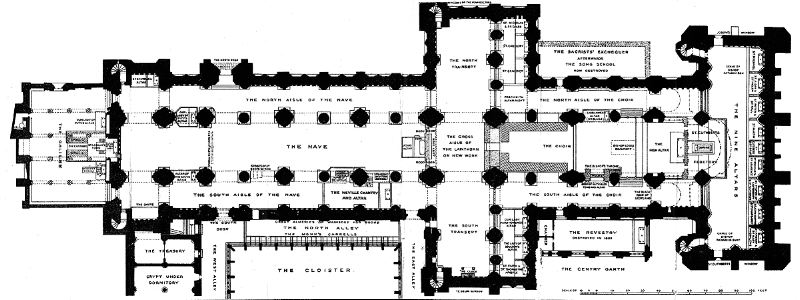
Grundriss der Durham Cathedral

Bei der Durham Cathedral sind die als mächtige Bollwerke in Erscheinung tretenden Türme im Innern in den Grundplan des Kirchenschiffs integriert. Die Bündelpfeiler, auf denen die inneren Turmecken ruhen, durchbrechen den steten Wechsel von Säulen und Bündelpfeilern der Arkadenreihen, weil am Westende zwei massive Bündelpfeiler aufeinanderfolgen. Außen übernehmen die aus den Längswänden hervortretenden Türme die horizontale Gliederung des Kirchenschiffs mit der Fensterreihe des Betsaals, Galeriefenster und Obergaden. Kirchenschiff und Westwerk scheinen wegen der identischen Fassadengestaltung zur selben Zeit ab etwa 1104 aufgebaut worden zu sein. Damit dürfte die Durham Cathedral als Vorbild für die Westminster Abbey gedient haben, deren alternierende Arkadenstützen noch ausgereifter gestaltet sind. Ihre Westseite ist die erste erhaltene Doppelturmfassade in England, die alle charakteristischen Merkmale besitzt.
Um Unterschied zur gut erhaltenen Durham Cathedral stammt bei der um 1093 begonnenen und bis ins 16. Jahrhundert veränderten Chester Cathedral nur der untere Bereich des Nordturms aus romanischer Zeit. Mit seinem Bau wurde um 1130 begonnen, als die Durham Cathedral bereits fertiggestellt war.
Die beiden Kirchengebäude von Canterbury haben bereits die wesentlichen Elemente der gotischen façade harmonique ausgebildet und gehen der Kathedrale von Saint-Denis zeitlich voraus. Diese wird wegen ihres 1140 bis 1144 erbauten Chors entweder als Vorstufe der gotischen Kathedralen oder als erster echter gotischer Bau betrachtet. Die stilistische Einschätzung bezieht sich jedoch nicht auf die Westseite. Dort schließt Saint-Denis mit einem vom Kirchenschiff optisch separierten Westwerk ab. Als Vorstufe der gotischen Doppelturmfassade kommen die Westfassaden der Kathedralen von Canterbury und Durham in England und in der Normandie am ehesten die Fassade der Ste.-Trinite von Caen in Betracht.
Die großen gotischen Kathedralen übernahmen allgemein die Doppelturmfassade und prägten mit ihrem universellen Einfluss die gesamte Kirchenbaukunst der folgenden Epochen bis ins 20. Jahrhundert. Kathedralen, große Kloster- und Stiftskirchen bevorzugten die Doppelturmfassade, während auch manche bedeutendere bürgerliche Pfarrkirchen es bei einem mittleren Einzelturm beließen, wie das Freiburger Münster, mit dessen Errichtung um 1200 begonnen wurde oder das ab 1377 erbaute Ulmer Münster.

## Vorläufer

### Syrische Tradition

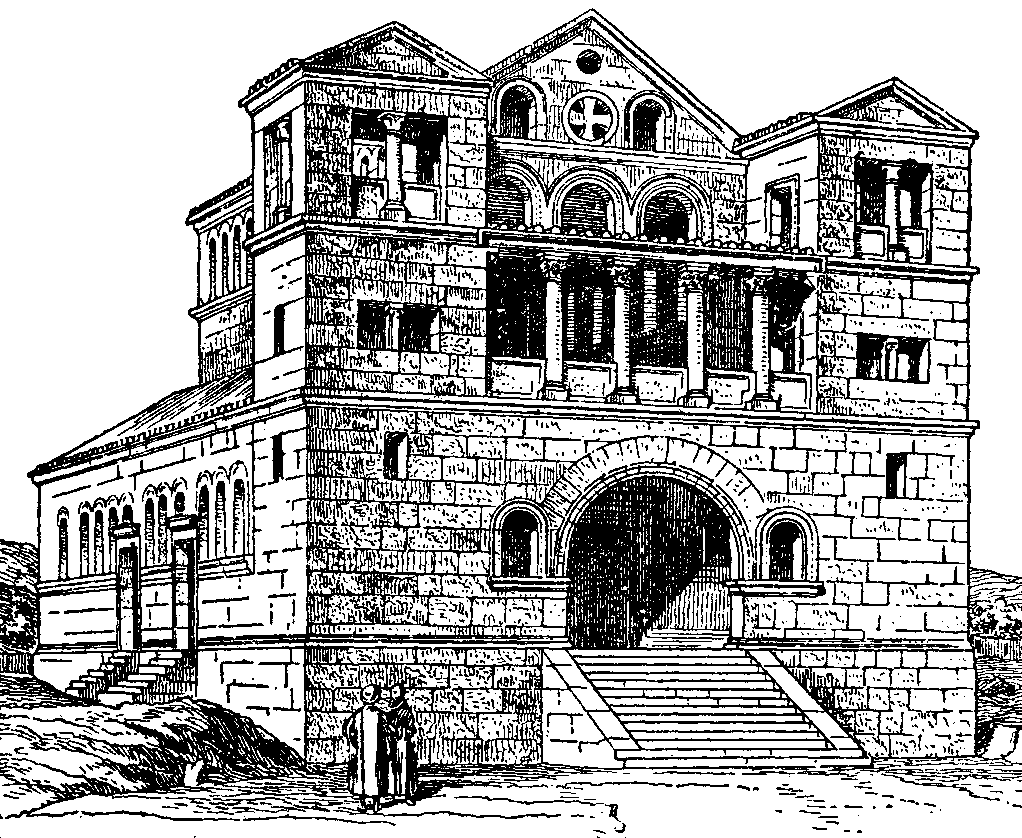
Deir Turmanin. Doppelturmfassade des Westgiebels, erstveröffentlicht von Melchior de Vogüé 1877

Seit den Untersuchungen von Melchior de Vogüé in den 1860er Jahren im Gebiet der Toten Städte in Syrien wird über Einflüsse frühchristlicher syrischer Kirchen auf die romanische Architektur spekuliert. Die am häufigsten als mögliches Vorbild für Doppelturmfassaden erwähnte syrische Kirche ist Deir Turmanin aus dem Ende des 5. Jahrhunderts. Das Gebäude war bereits um 1900 fast völlig verschwunden und ist nur aus Abbildungen bekannt, die Melchior Comte de Vogüé veröffentlichte. Eine ähnliche, von zwei Türmen gebildete Repräsentationsfassade besaßen die Basilika von Qalb Loze aus den 460er Jahren und die Weitarkadenbasilika von Ruweiha aus der zweiten Hälfte des 5. Jahrhunderts. Deren stilbildender Einfluss strahlte bis nach Armenien, wo sich die Doppelturmfassade an der einzigartigen Basilika von Jereruk aus dem 5. oder 6. Jahrhundert wiederfindet.
Hermann Wolfgang Beyer führt die syrische Zweiturmfassade auf ihre mutmaßlich ferne Urform, den Pylon (Torbau) ägyptischer Totentempel und die Eingangsfassade des altorientalischen Haustyps Hilani zurück. Zu den schöpferischen Neugestaltungen der antiken Turmfassaden zählt Beyer noch weitere syrische Kirchenruinen, die so schlecht erhalten sind, dass sich nicht mit Bestimmtheit sagen lässt, ob sie Doppelturmfassaden besaßen, etwa die Basilika in as-Suwaida aus dem 5. Jahrhundert und die Kirche von al-Anderin (in der Antike Androna) bei Chalkis, die eventuell vier Türme besaß (zwei über den Apsisnebenräumen im Osten).
Durch seine Nähe zum Pilgerziel Jerusalem könnte Syrien bereits in frühchristlicher Zeit in Kontakt mit dem Westen gestanden haben. Richard Krautheimer erkennt einen grundlegenden Einfluss aus Kleinasien, dem Nahen Osten und Nordafrika auf den frühmittelalterlichen zentraleuropäischen Kirchenbau. Nicht die römische Basilika des 4. Jahrhunderts, sondern beispielsweise die kleinen frühbyzantinischen Kirchen von Binbirkilise in Anatolien waren demnach Vorbilder für die französischen Kirchen des 6. und 7. Jahrhunderts. Der zeitliche Abstand zwischen den nahöstlichen Kirchen des 6. Jahrhunderts und den frühesten erhaltenen zentraleuropäischen Kirchen mit Doppelturmfassaden des 11. Jahrhunderts muss durch die Suche nach Belegen für verlorengegangene Bauten in der Zwischenzeit überbrückt werden. Eine Kirche der Abtei Saint-Martin d’Autun, die in das Ende des 6. Jahrhunderts datiert wird, soll nach der Interpretation von Plänen und Beschreibungen aus dem 17. und 18. Jahrhundert zwei Türme gehabt haben. Der unter dem Abt Fulrad ausgeführte karolingische Vorläuferbau der Kathedrale von Saint-Denis wurde 775 eingeweiht. Er besaß bis in die erste Hälfte des 12. Jahrhunderts zwei niedrige Türme an der Eingangsseite, zuletzt in ruinösem Zustand, wie Abt Suger beklagte, der den Abriss und Neubau leitete. Auch der Neubau der Basilika von Saint-Germain d’Auxerre, die 865 eingeweiht wurde, besaß zwei Türme. Der nördliche Turm und der dazugehörende Narthex existierten bis 1820. Der südliche Turm musste im 12. Jahrhundert einem größeren Turm weichen, der bis heute frei stehend erhalten geblieben ist. Die karolingische Salvatorkirche, Bauphase 3 des Kaiserdoms in Frankfurt/M., war 874 vollendet. Den Westbau bildeten zwei quadratische Glockentürme und dazwischen zwei runde Treppentürme. Die Portale befanden sich nicht im Westen, sondern an der Nord- und der Südseite der quadratischen Türme.

### Westwerk

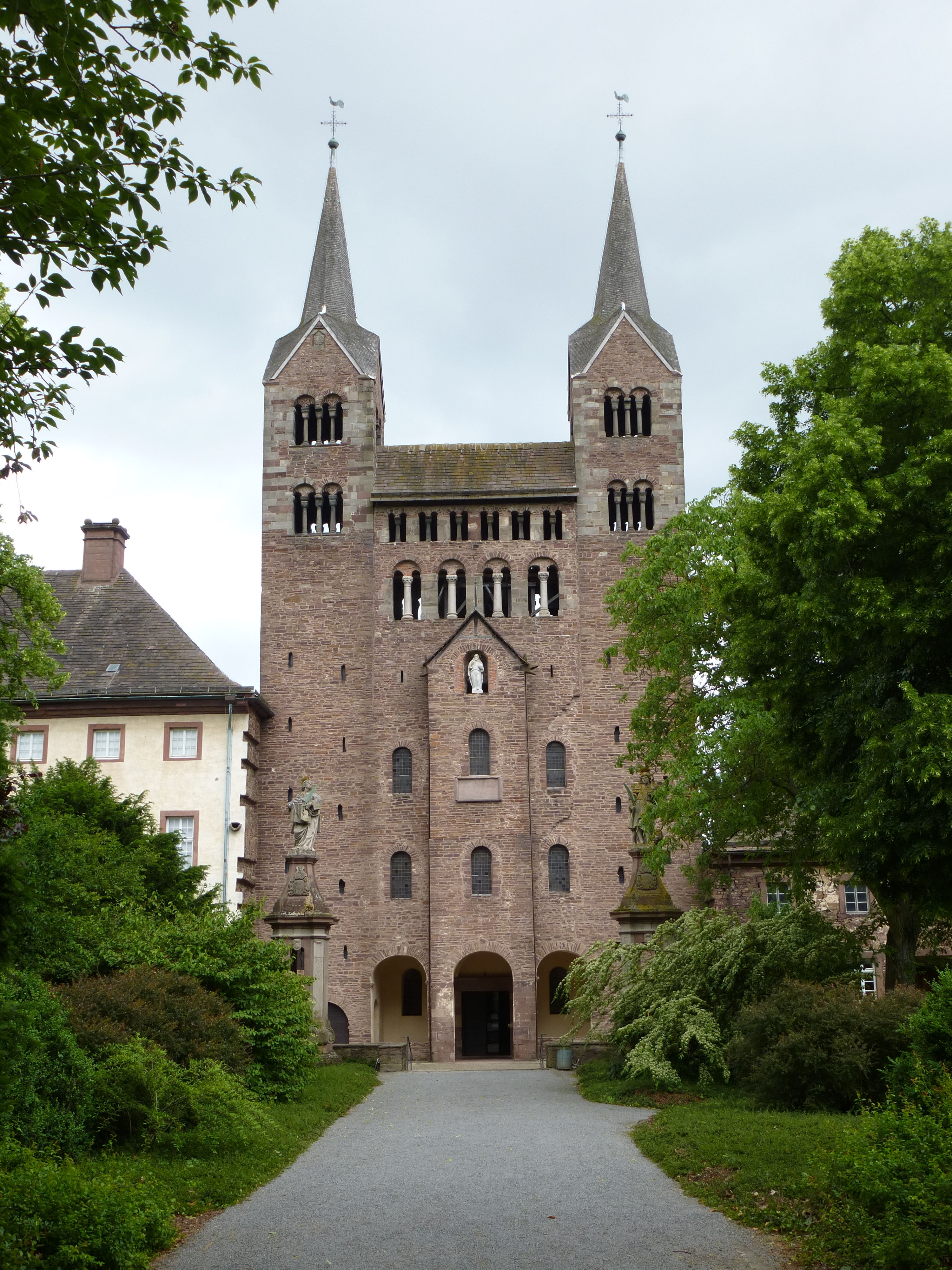
Karolingisches Westwerk von Corvey aus dem 9. Jahrhundert. Im 12. Jahrhundert zur Doppelturmfassade umgebaut

Das Westwerk als ein so definierter, eigenständig im Westen des Kirchenschiffs errichteter querrechteckiger Baukörper stellt nach einer geläufigen Auffassung die entscheidende Vorstufe zur Herausbildung der harmonischen Doppelturmfassade dar. Seine Blüte erlebte es in karolingischer und ottonischer Zeit. Der Begriff „Westwerk“ wurde 1889 von Josef Bernhard Nordhoff geprägt, der mit dem Wortbestandteil „Werk“ entsprechend „Vorwerk“ den Verteidigungscharakter dieses Gebäudetrakts zum Ausdruck bringen wollte. Nordhoff definierte Westwerk als „ein hohes Glocken- und Mittelhaus mit eigener Bedachung, begrenzt von den Flankenthürmen“ und führte die Theorie von der Entwicklung der Doppelturmfassade aus dem Westwerk ein. Wilhelm Effmann übertrug den Begriff des Westwerks auf den karolingischen Bau der Abtei Saint-Riquier (Centula). Die vermutete, nur auf schriftlicher Überlieferung (besonders der Chronik des Mönchs Hariulf von 1088) basierende Rekonstruktion von Saint-Riquier, wie sie Effmann geleistet hatte, wurde zum Ausgangspunkt einer ganzen Reihe von Westbauten erklärt. Seither wird über die Bedeutung und die konstruktive Grundidee des Westwerks kontrovers diskutiert. Weitere karolingische Westwerke prägen die Westansicht der Abteikirche Corvey und des Aachener Doms. In der Folge wurden Westwerke als mächtige Eingangsbauten mit in der Regel drei Türmen von Westchören abgegrenzt, die keine Eingänge besaßen.
Der karolingische Typ des Westwerks kann sich in der romanischen Baukunst zu Doppelturmfassaden, Dreiturmanlagen oder Vorbauten mit einem Einzelturm entwickelt haben. Allgemein wird als seine ursprüngliche Funktion eine separate Kapelle über dem Haupteingang angenommen, die gewöhnlich dem Dämonen abwehrenden Erzengel Michael als dem Hüter des Tores gewidmet gewesen sein sollte. Des Weiteren waren mögliche Funktionen der Obergeschosse in den Westwerken ein eigener Raum für den Herrscher beim Gottesdienstbesuch, eine Taufkapelle, Gemeindekirche oder ein Saal für Gerichtsverhandlungen unter dem Vorsitz des Bischofs. 
Ein Sonderfall stellt die Herkunft der Doppelturmfassade aus dem Ende des 10. Jahrhunderts an der Stiftskirche St. Peter in Bad Wimpfen dar. Sie gehörte ursprünglich zu einem zwölfseitigen Zentralbau, der in frühgotischer Zeit zu einer Basilika umgebaut wurde.